# Crni Vrh, Berane
Crni Vrh este un sat din comuna Berane, Muntenegru. Conform datelor de la recensământul din 2003, localitatea are 144 de locuitori (la recensământul din 1991 erau 155 de locuitori).

## Demografie
În satul Crni Vrh locuiesc 118 persoane adulte, iar vârsta medie a populației este de 42,2 de ani (38,8 la bărbați și 46,8 la femei). În localitate sunt 37 de gospodării, iar numărul mediu de membri în gospodărie este de 3,89.
Populația localității este foarte eterogenă.
|  |

| Demografie | Demografie | Demografie |
| An         | Locuitori  | Locuitori  |
| ---------- | ---------- | ---------- |
|            |            |            |
|            |            |            |
|            |            |            |
|            |            |            |
| 1948       | 337        |            |
| 1953       | 366        |            |
| 1961       | 319        |            |
| 1971       | 287        |            |
| 1981       | 217        |            |
| 1991       | 155        | 155        |
| 2003       | 146        | 144        |

| \| Componența etnică conform recensământului din 2003[2] \| Componența etnică conform recensământului din 2003[2] \| Componența etnică conform recensământului din 2003[2] \| Componența etnică conform recensământului din 2003[2] \| Componența etnică conform recensământului din 2003[2] \| \| ----------------------------------------------------- \| ----------------------------------------------------- \| ----------------------------------------------------- \| ----------------------------------------------------- \| ----------------------------------------------------- \| \| \| \| \| \| \| \| Sârbi \| Sârbi \| \| 85 \| 59,02% \| \| Muntenegreni \| Muntenegreni \| \| 52 \| 36,11% \| \| Maghiari \| Maghiari \| \| 1 \| 0,69% \| \| necunoscută \| necunoscută \| \| 3 \| 2,08% \| |              |  |    |        |
| Componența etnică conform recensământului din 2003 |              |  |    |        |
| |              |  |    |        |
| Sârbi | Sârbi        |  | 85 | 59,02% |
| Muntenegreni | Muntenegreni |  | 52 | 36,11% |
| Maghiari | Maghiari     |  | 1  | 0,69%  |
| necunoscută | necunoscută  |  | 3  | 2,08%  |